# Quebra espontânea de simetria
Quebra espontânea de simetria é um processo pelo qual um sistema simétrico passa, de forma espontânea, para um estado não simétrico. Este tipo de processo, incomum na natureza física, é vital para a compreensão do modelo padrão das partículas fundamentais, que é um dos mais importantes ramos da física moderna.

## Definição
Para que uma quebra espontânea de simetria ocorra, deve necessariamente haver um sistema no qual existam diversos estados subsequentes com iguais probabilidades de ocorrer. Este sistema, como um todo, então é tratado como um sistema simétrico. Entretanto apenas um dos estados subsequentes deve ocorrer e toda a probabilidade dos inúmeros estados diversos é reduzida a zero, já que não há mais simetria. Então, é dito que a simetria do sistema foi espontaneamente quebrada.

### Definição formal
Quando uma teoria é dita simétrica com respeito à um grupo simétrico, mas afirma que um elemento deste grupo é distinto, então uma quebra espontânea de simetria ocorreu, ou seja, pela teoria, não é necessário que se identifique o elemento e sim apenas que haja um elemento distinto.

## Importância no modelo padrão
Sem a quebra espontânea de simetria o modelo padrão prediz a existência de um determinado número de partículas. Entretanto, algumas destas partículas (os bosões W e Z, por exemplo) são preditos de não possuir massa, quando na realidade eles possuem massa. Esta era a maior falha do modelo até que o físico escocês Peter Higgs e outros propuseram, através do que ficou conhecido por mecanismo de Higgs, o uso da quebra espontânea de simetria para comportar massa nestas partículas. O mecanismo por sua vez prediz a existência de uma nova partícula, o bosão de Higgs. O bosão/bóson de Higgs foi detectado no LHC do CERN em Julho de 2012, com probabilidade maior que 5 sigmas de ser verdadeira tal identificação.

## Uso na matemática

Gráfico conhecido por função potencial do chapéu mexicano.

Na matemática o uso mais comum da quebra espontânea de simetria é pelo uso da Função de Lagrange, a qual essencialmente indica como um sistema irá se comportar por meio de termos potenciais
{\displaystyle (1)\qquad {\mathcal {L}}=\partial ^{\mu }\phi \partial _{\mu }\phi -V(\phi ).}
É neste termo potencial {\displaystyle V(\phi )} que a ação da quebra de simetria ocorre. Como demonstra o gráfico do chapéu mexicano
{\displaystyle (2)\qquad V(\phi )=-10|\phi |^{2}+|\phi |^{4}\,}
Este termo potencial possui vários possíveis mínimos dados por
{\displaystyle (3)\qquad \phi ={\sqrt {5}}e^{i\theta }}
para qualquer real no intervalo {\displaystyle 0<\theta <2\pi }. Este sistema também possui um estado do vácuo quântico que corresponde ao {\displaystyle \phi =0}, este estado possui um grupo unitário simétrico. Entretanto, uma vez que o sistema atinja um estado específico no vácuo (que corresponda a um valor para {\displaystyle \theta }) a simetria será espontaneamente quebrada.

## Exemplos fora da Física
O fenômeno da quebra espontânea de simetria também é encontrado em  Dinâmica de Tráfego de Veículos, sistemas difusivos, econômicos e sociais.